# دوروثي فيرنون
دوروثي فيرنون (بالإنجليزية: Dorothy Vernon)‏ هي ممثلة أمريكية، ولدت في 11 نوفمبر 1875 في ألمانيا، وتوفيت في 28 أكتوبر 1970 في الولايات المتحدة.

## وصلات خارجية
- دوروثي فيرنون على موقع IMDb (الإنجليزية)
- دوروثي فيرنون على موقع تيرنر كلاسيك موفيز (الإنجليزية)
- دوروثي فيرنون على موقع أول موفي (الإنجليزية)
- دوروثي فيرنون على موقع قاعدة بيانات برودواي على الإنترنت (الإنجليزية)
- دوروثي فيرنون على موقع قاعدة بيانات الفيلم (الإنجليزية)
- دوروثي فيرنون على موقع كينوبويسك (الروسية)